# Nova Vas (miasto Poreč)
Nova Vas – wieś w Chorwacji, w żupanii istryjskiej, w mieście Poreč. W 2011 roku liczyła 480 mieszkańców.